# Zdzisław Jerzy Bolek

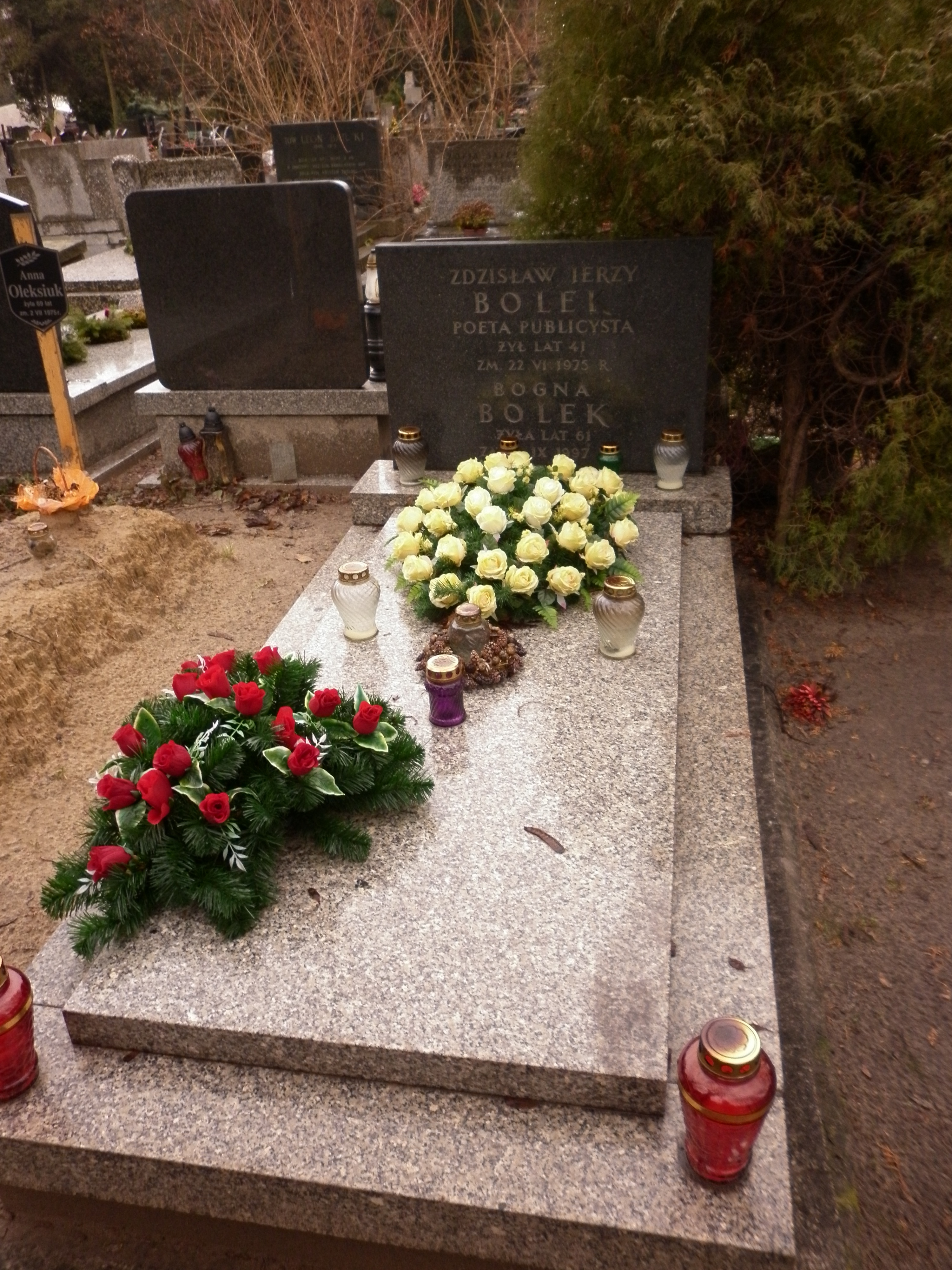
Grób Zdzisława Jerzego Bolka na Wojskowych Powązkach

Zdzisław Jerzy Bolek (ur. 14 stycznia 1934 w Warszawie, zm. 22 czerwca 1975 tamże) – polski poeta, publicysta, z wykształcenia socjolog kultury. Był mężem Bogny Bolek,  z którą miał syna, poetę Juliusza Erazma Bolka.

## Życiorys
Współzałożyciel Teatru „Koziołeczek” (1954). Poeta pokolenia Współczesność (1956), współtwórca i współredaktor dwutygodnika o tej samej nazwie. Współpracował z „Orką” i „Tygodnikiem Kulturalnym"”. Współtworzył Korespondencyjny Klub Młodych Pisarzy. Był też dyrektorem Wydawnictwa „Iskry” w latach 1969–1972, gdzie zainicjował serię wydawniczą „Życiorysy Polaków”. Autor antologii „Wróciła Polska” i współredaktor pamiętników „Oblicza młodości”.
Zginął w wypadku samochodowym. Sprawców zdarzenia nigdy nie znaleziono. W wierszach poety można odnaleźć przejmujące przeczucie, że autor miał świadomość nadciągającej śmierci. W wypadku zaginął cały materiał literacki na nową książkę. Pochowany na Cmentarzu Wojskowym na Powązkach w Warszawie (kwatera 33D-1-15).
Poeta w swoich wierszach bronił uczuć przed cynizmem i spowszednieniem. Uważał, że posiadanie rzeczy materialnych jest zbędnym balastem. Za jedno z najważniejszych wartości uważał miłość. Cenił również przyjaźń i dobro. Lubił zadumać się nad pragnieniami bliźnich, ich ambicjami i miłością. W wierszach poety widoczna była wrażliwość na zło, krzywdę i ludzkie nieszczęście. Poszukiwał piękna i dobra.

## Twórczość
- Róża, Czytelnik, Warszawa, 1958
- Zapewnienie o miłości, Iskry, Warszawa, 1973
- Poza granicę snu, Iskry, Warszawa, 1975
- Nim będzie tylko milczenie, Iskry, Warszawa, 1978
- Kiedy kocham, Wydawnictwo Książkowe IBiS, Warszawa, 1999

## Odznaczenia i nagrody
- Krzyż Kawalerski Orderu Odrodzenia Polski
- Złoty Krzyż Zasługi